# احمد بن علی
احمد بن علی (نام مذکر+نام پدر) نسبی در زبان عربی است و نسب افراد زیر است:
- احمد بن علی آل ثانی
- تقی‌الدین مقریزی
- احمد بن علی البونی
- ابوالعباس قلقشندی
- احمدبن علی بیهقی
- نجاشی
- ابن حجر عسقلانی